# Тенча (Свентокшиське воєводство)
Тенча (пол. Tęcza) — село в Польщі, у гміні Іваніська Опатовського повіту Свентокшиського воєводства.
Населення — 375 осіб (2011).
У 1975-1998 роках село належало до Тарнобжезького воєводства.

## Демографія
Демографічна структура на день 31 березня 2011 року:
|          | Загалом | Допрацездатний вік | Працездатний вік | Постпрацездатний вік |
| -------- | ------- | ------------------ | ---------------- | -------------------- |
| Чоловіки | 196     | 43                 | 133              | 20                   |
| Жінки    | 179     | 41                 | 96               | 42                   |
| Разом    | 375     | 84                 | 229              | 62                   |